# Tim Moore (comediante)
Tim Moore (9 de dezembro de 1887 — 13 de dezembro de 1958) foi um famoso comediante norte-americano e ator de vaudeville, célebre da primeira metade do século XX. Sua maior fama veio graças ao papel de George "Kingfish" Stevens na série de televisão da CBS, Amos 'n' Andy.